# 1956-os dunaharaszti földrengés
Az 1956-os dunaharaszti földrengés 1956. január 12-én következett be Dunaharasztiban, helyi idő szerint 06:46-kor. Az 5,6-es erősségű rengés következtében két ember vesztette életét, 38-an megsérültek, ugyanakkor Dunaharasztiban 3144 lakóház megrongálódott a település 3500 épülete közül. A rengések erejét Dunaharaszti, Soroksár és Taksony településeken is érezni lehetett. Dunaharasztiban és Taksonyban mintegy 50-60 sírkő kidőlt, az ásott kutakat homok töltötte fel, Taksonyban iszapkráter és egy 3 cm széles repedés keletkezett.